# Nemorilloides
Nemorilloides är ett släkte av tvåvingar. Nemorilloides ingår i familjen parasitflugor.
Kladogram enligt Catalogue of Life:
| Nemorilloides | \| \| Nemorilloides carbonatus \| \| \| \| \| \| Nemorilloides flaviventris \| \| \| \| |
|               | \| \| Nemorilloides carbonatus \| \| \| \| \| \| Nemorilloides flaviventris \| \| \| \| |
|               | Nemorilloides carbonatus                                                                |
|               |                                                                                         |
|               | Nemorilloides flaviventris                                                              |
|               |                                                                                         |